# HMS Lancaster (1990)
HMS Lancaster (F229) (рус. фрегат Ee величества «Ланкастер», бортовой номер 229) — британский фрегат типа 23. Носит прозвища Фрегат Королевы и Фрегат Алой Розы, которая изображена на его эмблеме. «Ланкастер» — среди последних т. н. «жеребячьих» кораблей Королевского флота. Хотя на нём несут службу несколько женщин-офицеров, коммунальные палубы приспособлены только для мужчин.

## История
Фрегат строился с 1987 по 1990 годы, в строй вступил 1 мая 1992 года. Изначально ему был присвоен бортовой номер F232, но вскоре кто-то из радистов вспомнил, что в Королевском флоте форма 232 — это официальный рапорт о посадке на мель. Чтобы не возбуждать традиционно суеверных моряков, номер срочно сменили на F229. Преимущественно «Ланкастер» служил в Карибском море и участвовал в операциях по перехвату наркоторговли, но также ходил в район Африканского Рога. В 2009 году доставил к месту службы вновь назначенного губернатора Гибралтара, вице-адмирала Адриана Джонса. В феврале 2010 года корабль отправился к берегам Восточной Африки и действовал в составе 150-го межнационального соединения (CTF-150) в рамках борьбы с сомалийским пиратством и терроризмом.
В сентябре 2010 года встал в ремонт и модернизацию на верфи BAE Systems в Портсмуте. 2 февраля 2012 года вышел в море после 16-месячного ремонта, таким образом отметив возвращение в активный состав. С этого момента проходит подготовку у побережья Южной Англии, командир корабля — коммандер Стив Мурхауз (англ. Steve Moorhouse). В составе боеготовых ожидается не раньше весны 2013 года Стоимость ремонта и модернизации составила 22 миллиона фунтов. На эти деньги планировалась модернизация системы Sea Wolf, систем боевого управления и связи и установка 30-мм артустановки с дистанционным управлением, некоторые другие работы. Ожидается, что ремонт позволит поддерживать корабль в строю ещё 20 лет.. Хотя скорость фрегатов типа 23 официально объявлена в 28 узлов, некоторые фото Министерства обороны указывают, что Lancaster способен развивать до 32 узлов.